# Campionati svizzeri di sci alpino 1975
Ai Campionati svizzeri di sci alpino 1975 furono assegnati i titoli di discesa libera, slalom gigante, slalom speciale e combinata, sia maschili sia femminili; oltre agli sciatori svizzeri poterono concorrere al titolo anche gli sciatori di nazionalità liechtensteinese.

## Risultati
| Specialità      | Uomini         | Donne                 |
| --------------- | -------------- | --------------------- |
| Discesa libera  | Philippe Roux  | Bernadette Zurbriggen |
| Slalom gigante  | Heini Hemmi    | Lise-Marie Morerod    |
| Slalom speciale | Peter Lüscher  | Lise-Marie Morerod    |
| Combinata       | Willi Frommelt | Bernadette Zurbriggen |